# Мирољуб Петровић
Мирољуб Петровић (Оџаци, 22. фебруар 1965) српски је публициста, активиста, јутјубер, теоретичар завере и надрилекар. Заговорник је научног креационизма и промотер здравог начина исхране. Петровић је постао познат по својим наступима у интервјуима продукције Балкан инфо, код водитеља Теше Тешановића.

## Биографија
Тврди да је пореклом из српског племена Куча, село Косор као директни потомак кучког војводе Радоње Петровића те Ђурђа Кастриота Скендербега. Исто тако, тврди да је рођак кошаркаша Дражена Петровића, Луке Дончића и певача Аце Лукаса. Стриц му је српски историчар, публициста и бивши министар комуникација Републике Српске Крајине Илија Петровић.
Завршио је Рударско-геолошки факултет Универзитета у Београду, смер палеонтологија и стекао звање дипломираног инжењера геологије. Због његових јавних иступа којима је негирао научност геолошких дисциплина, Наставно веће смера за палеонтологију је 20. јуна 2000. године заузело став да му не треба омогућити стицање звања магистра геологије. Прекинуо је комуникацију са Рударско-геолошким факултетом и завршио студије у иностранству. Докторирао је филозофију на Универзитету Александар Јоан Куза у Јашу, Румунија, на тему повезивања науке и религије.
Мирољуб Петровић је 1991. године упознао Драгослава Бокана и постао члан његовог Српског отаџбинског савеза. Тада је планирао да за дочек Нове године изврши атентат на Фрању Туђмана и за те потребе је унео пиштољ на територију Хрватске. О томе је обавестио и Бокана, који га је одговорио од тога. Наредне 1992. године је отишао у Требиње и пријавио се као добровољац у Херцеговачки корпус Војске Републике Српске. Био је на требињско-дубровачком ратишту код села Церовац, али је, према његовим речима, после неколико месеци дезертирао.
Током 2012. године, Петровић је посетио Холандију. Том приликом је начинио један саркастични шаљив видео-снимак, на које се виде холандске бране на Северном мору. На том снимку Петровић је изјавио да је дошао до сазнања да група српских интелектуалаца развија план за уништење брана и изазивање потопа у Холандији, уколико холандске власти сместа не ослободе из притворских јединица Хашког трибунала Војислава Шешеља, Радована Караџића и Ратка Младића. Петровић на снимку представља свог стрица као стручњака за бране. Снимак је најпре доспео на Јутјуб, а на телевизији се први пут појавио у Дневнику Радио-телевизије Војводине, 13. априла 2012. године. Недуго потом, Министарство унутрашњих послова Републике Србије је по молби Холандског тужилаштва за борбу против високотехнолошког криминала дало налог Служби за борбу против организованог криминала да ухапси Мирољуба Петровића и приведе га на информативни разговор, што је и учињено 10. маја 2012. године. Приликом хапшења није пружао отпор, а био му је одређен полицијски притвор од 48 сати.
Завршио је курс медицине на Институту за првобитну медицину у Сједињеним Државама. Иако је тврдио супротно, овај курс му није дао звање доктора медицине нити му је омогућио да пружа здравствене услуге. Он није доктор медицине, здравствени радник ни историчар, иако су му ове области у фокусу медијских иступа. Године 2019. је био осумњичен за надрилекарство са смртним исходом пацијента. Почетком августа 2022. године оптужен је за кривична дела надрилекарство и надриапотекарство јер су два његова „пацијента” преминула услед његовог лечења. У више наврата је вређао новинаре који су негативно писали о његовом раду и деловању. Године 2024. кривично је осуђен за тешко дело против здравља људи и надрилекарство и одузети су му сви „чајеви, сокови екстракти и тинктуре којима је лечио људе, међу којима су и две покојне особе”.
Најављивао је кандидатуру на парламентарним изборима 2022. године у Србији у име Групе грађана „Мирољуб Петровић — Да се зна ред”.
Петровић је један од оснивача Центра за антрополошке студије. Овај Центар се бави проблемом секти у Србији.
Године 2024. кривично је осуђен за тешко дело против здравља људи и надрилекарство.

### Центар за природњачке студије
Заједно са још неколико пријатеља покренуо је Центар за природњачке студије, као непрофитну организацију са циљем да научно докаже и популарише библијско Стварање и принципе здравог живота. Центар је најпре започео свој рад у Србији, а затим у САД.
У оквиру Центра за природњачке студије постоје више самопроглашених центара и института, попут Институтa за природну медицину и Института за националну историју. Петровић је покушао да оснује неакредитовани факултет у оквиру свог центра.
Институт за природну медицину Петровић рекламира као факултет са којим се може радити било где у свету, иако на страници факултета, у делу названом „акредитација” нигде не наводи да ли му је икада и која референтна установа издала акредитацију. Иако без акредитације, вршио је онлајн обуку кадрова и додељивање диплома и титула „дипломираног лекара природне медицине”, „магистра природне медицине” и „доктора природне медицине”. Услов за добијање дипломе лекара природне медицине на овом факултету је онлајн полагање предмета као што су: основи религије, увод у медицинску терминологију, депресија, концепт природне медицине и др. Испити се полажу електронском поштом, тако што студенти одговоре на питања која су добили у документу преко електронске поште. Слично је и с Институтом за националну историју коју историчари и теолози називају „фиктивни факултет”. Националну историју на његовом „факултету” су „докторирали” псеудоисторичари попут Горана Шарића и Стевана Томовића.

### Музеј диносауруса
Центар за природњачке студије и Мирољуб Петровић су набавили фосилне остатке диносауруса и других организама и обезбедили едукативне постере и учила, а затим основали Музеј диносауруса у Калифорнији, САД. На молбу Витомира Васића, Мирољуб Петровић је упутио комплетан пројекат изградње музеја диносауруса у Свилајнцу, са назнаком да би било добро отићи до градоначелника Јагодине Драгана Марковића, да са њим започне разговор о покретању изградње музеја. Васић је отишао у општину Свилајнац и разговарао са потпредседником општине који је то прихватио. Касније се у реализовање пројекта укључило и Министарство науке, а министар науке Божидар Ђелић лично је обишао радове. Иако сам Витомир Васић није тражио новац за идеју изградње, а за коју је добио пројекат од Мирољуба Петровића, он није означен као покретач идеје, што га је увредило, па је закупио термин на локалној телевизији Ресава и у емисији заједно са Мирољубом Петровићем изнео све око изградње овог музеја.

## Ставови
Дана 28. новембра 2020. год. Петровић је са сарадником Милетом на своме јутјуб каналу покренуо серијал „Коментари Библије” у коме тумачи Свето писмо од Прве књиге Мојсијеве стих по стих.
Петровић се служи дијадом у виђењу међународних односа. Он међународне односе види као резултат сукоба с једне стране масонерије, а с друге стране католичке цркве (језуити).
Иако је више пута наглашавао да њега политика у демократији не занима, Петровић коментарише политичке фигуре и политику у Србији и региону те пружа подршку Александру Вучићу. Био је гост и говорник на догађајима Српске деснице.

### Креационизам
Током Летњих духовних вечери у Чачку, у организацији Српског сабора Двери, организована је трибина под називом „Од Бога или од мајмуна”. На њој су говорили Мирољуб Петровић, као истакнути креациониста, и Љиљана Чолић, бивши министар просвете која је поднела оставку на ту функцију због идеје о изједначењу Дарвинове теорије еволуције и библијског Стварања у основним школама Србије. Петровић је био и гост у 57. телевизијској емисији Двери Српске, чија је тема била „Позадина дарвинизма”. Аутор и водитељ емисије био је Бошко Обрадовић.
Мирољуб Петровић сматра да су људи и диносауруси живели истовремено.

### Исхрана
Петровић је веома посвећен очувању здравља и тела. Тврди да је најбоље јести што више пресну (сирову) храну биљног порекла, али не залаже се за веганство јер користи намирнице животињског порекла у исхрани као што су млечни производи.
Од октобра 2021. на своме јутјуб каналу је покренуо серијал у коме с Јованом Петровић, његовом иночом, спрема вегетаријанску храну.

## Дела
- Наука и проблем смрти
- Ко влада светом
- Тајна срећног живота
- Брак и породица
- Основи теократије
- Православље за почетнике